# Калијадна
Калијадна је у грчкој митологији била нимфа.

## Митологија
Калијадна је била једна од Најада, кћерка бога реке Нил у Египту. Била је удата за египатског краља Египта коме је родила дванаест синова. Они су се оженили кћеркама њене сестре, Поликсо.